# Pseudocellus blesti
Pseudocellus blesti är en spindeldjursart som först beskrevs av Merrett 1960.  Pseudocellus blesti ingår i släktet Pseudocellus och familjen Ricinoididae. Inga underarter finns listade i Catalogue of Life.